# Amphorothecium occultum
Amphorothecium occultum är en lavart som beskrevs av P.M. McCarthy, Kantvilas & Elix 2001. Amphorothecium occultum ingår i släktet Amphorothecium och familjen Myeloconidiaceae.   Inga underarter finns listade i Catalogue of Life.